# Inhabitants of Carcosa
Inhabitants of Carcosa è il quarto e ultimo album del gruppo death metal Hackneyed, pubblicato nel 2009 dalla CoMa Tone Records.

## Tracce
1. The Flaw of Flesh – 4:11
2. God's Own Creation – 5:11
3. Now I Have Become Death – 4:52
4. Re-Animator – 4:46
5. Ashfall – 4:01
6. The Tightrope – 4:21
7. In Carcosa (The Yellow King) – 5:27
8. Years in the Dark – 4:27
9. Death Tool – 4:52
10. Klown – 3:12

## Formazione
- Fabian Fink - basso
- Tim Cox - batteria
- Philipp Fink - chitarra
- Devin Cox - chitarra
- Phillip Mazal - voce